# Bahnhof Eichenberg
Der Bahnhof Eichenberg ist der einzige Bahnhof der Gemeinde Neu-Eichenberg im Werra-Meißner-Kreis in Nordhessen. Er liegt östlich des Ortsteils Eichenberg-Bahnhof und ist ein ehemaliger Grenzbahnhof, in unmittelbarer Nähe des Dreiländerecks Hessen-Niedersachsen-Thüringen.

## Geschichte
Der Eichenberger Bahnhof entstand 1869 mit Inbetriebnahme der Eisenbahnlinie Halle–Kassel.
1876 wurde der Teilabschnitt Niederhone–Eichenberg–Friedland (Han) der Bahnstrecke Göttingen–Bebra fertiggestellt. Damit wurde Eichenberg zu einem Eisenbahnknotenpunkt. Um die Wasserscheiden zwischen Fulda und Werra bei Cornberg und zwischen Werra und Leine bei Eichenberg zu überwinden, waren erhebliche Steigungen und vier Tunnel notwendig, wodurch die Strecke sehr kurvenreich wurde.
Am 15. Dezember 1915 wurde die 25 km lange Gelstertalbahn von Velmeden über Großalmerode Ost nach Eichenberg eröffnet. Im Güterverkehr diente sie vor allem dem Transport von Braunkohle aus dem Nordhessischen Braunkohlerevier.
Nach Ende des Zweiten Weltkrieges war Eichenberg Grenzbahnhof. Hier fanden die Kontrollen zwischen britischer und amerikanischer Zone statt, am 1. November 1948 wurden sie in Richtung Norden (britische Zone) aufgehoben, ein Jahr später auch in Richtung Süden (amerikanische Zone).
Der Zugverkehr zwischen Eichenberg und Arenshausen war dagegen eingestellt. Eine Öffnung wurde seitens der westlichen Verwaltung abgelehnt, da der Bahnhof Eichenberg durch die Kontrollen schon überlastet war.
Im Helmstedter Abkommen von 1949 wurde eine Öffnung der Strecke zwar beschlossen, aber später nicht umgesetzt. Die Gleise zwischen Eichenberg und Arenshausen waren seit 1948 demontiert.
Am 2. Juni 1973 wurde der Personenverkehr auf der Gelstertalbahn eingestellt. Am 31. Dezember 2001 wurde auch der Restgüterverkehr von Eichenberg nach Witzenhausen Süd beziehungsweise zur Papierfabrik beendet.
1989 wurde die Wiederinbetriebnahme des Streckenstückes Eichenberg–Arenshausen als einer der ersten Lückenschlüsse im Rahmen der VDE-Projekte erwogen. Schon am 6. Januar 1990 fanden erste Vermessungsarbeiten statt. In Eichenberg wurde der ungenutzte östliche Bahnsteig (Gleise 10 und 11) komplett erneuert und verlängert, der Zugang zur Unterführung wurde wiederhergestellt. Auch wurde an der Strecke nach Kassel eine Weichenverbindung verlegt, um im Ost-West-Verkehr eine höhengleiche Kreuzung der Nord-Süd-Strecke zu vermeiden. Am 26. Mai 1990 wurde der neue Bahnsteig in Betrieb genommen.
Züge zwischen Nordhausen und Göttingen mussten südlich der Bahnsteige die Fahrtrichtung wechseln, so dass keine planmäßigen Fahrten in dieser Relation vorgesehen wurden. Für sie wurde die Eichenberger Kurve als Verbindungskurve am Nordkopf des Bahnhofes neu gebaut und 1998 in Betrieb genommen.
Hier verkehrt der Regional-Express Linie RE 1 von Göttingen in Richtung Erfurt; der Bahnhof Eichenberg wird somit weiterhin umfahren.
Am 22. Januar 2020 ereignete sich im Bahnhof Eichenberg ein Zugunfall, bei dem vier Gleisarbeiter verletzt wurden, zwei davon schwer. Ein Güterzug kollidierte mit dem Ausleger eines Kranes.

## Gleisanlagen

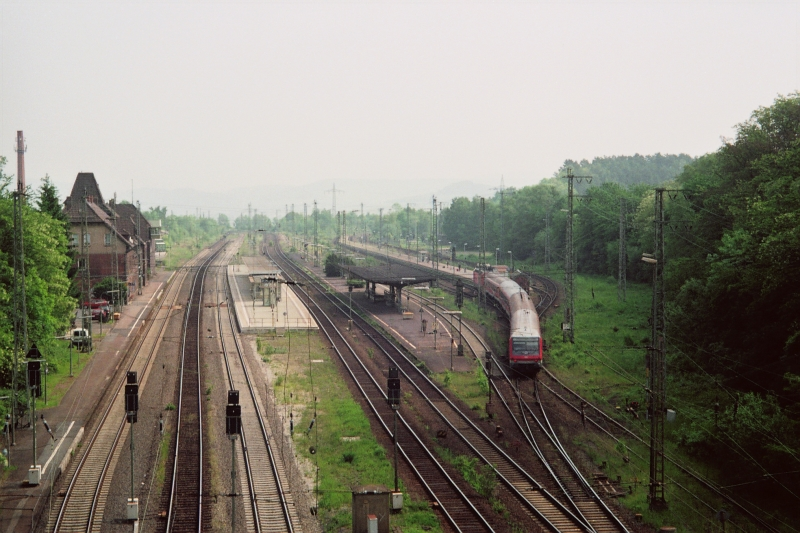
Gleisanlagen des Bahnhofs Eichenberg (2007)

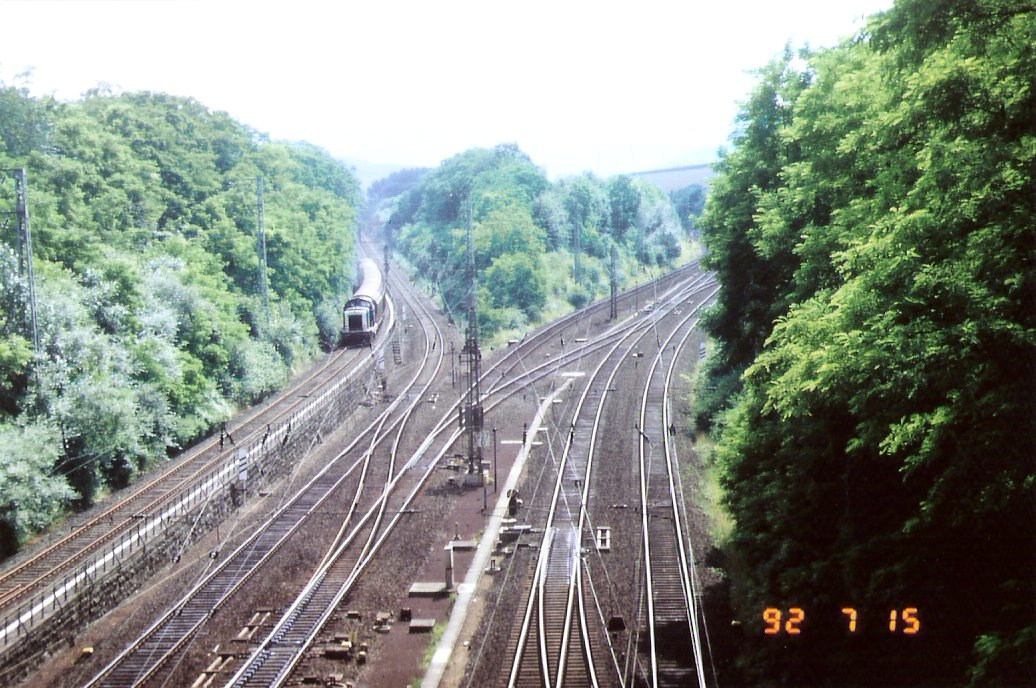
Blick in die entgegengesetzte Richtung nach Arnstein (1992)

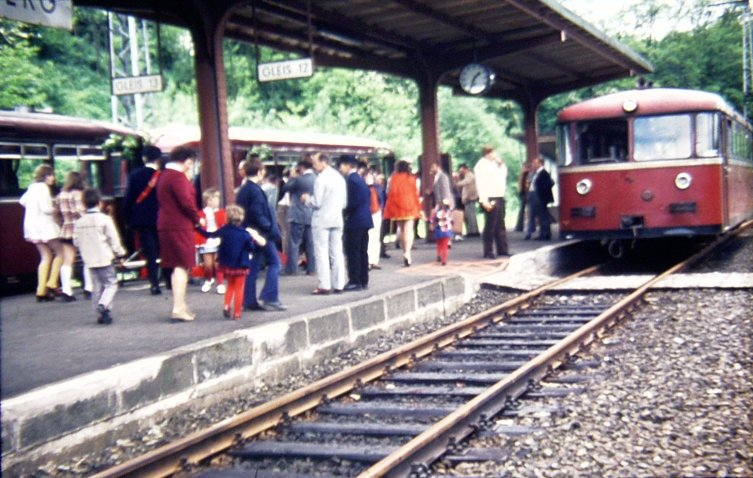
Letzter Betriebstag Gelstertalbahn 1973, Gleise 12 und 13

Der Bahnhof Eichenberg besitzt noch heute umfangreiche Gleisanlagen. Der Personenverkehr wird an drei Bahnsteiggleisen abgewickelt.
Die Nummerierung beginnt auf der Nordwestseite am Empfangsgebäude.
- Gleis 1 ist ein Durchgangsgleis und liegt als Hausbahnsteig direkt vor dem Empfangsgebäude. Das Gleis wird im planmäßigen Schienenpersonennahverkehr nicht mehr genutzt.
- Gleis 2 ist ein Durchgangsgleis ohne Bahnsteig und dient den Zügen des Güter- und Fernverkehrs als Durchfahrtsgleis von Göttingen nach Kassel.
- Gleis 3 teilt sich mit Gleis 4 einen Inselbahnsteig. Heute halten hier die Züge der Cantus-Linien RB83 und RB87 in Richtung Kassel (RB83) beziehungsweise Eschwege/Bebra (RB87).
- Gleis 4 ist ein Durchgangsgleis und liegt am Bahnsteig neben Gleis 3. Heute halten hier die cantus-Züge in Richtung Göttingen.
- Gleis 5 ist ein Durchgangsgleis und teilt sich mit Gleis 6 den mittleren Inselbahnsteig. Der Bahnsteig wird fahrplanmäßig nicht benutzt, das Gleis dient als Durchgangsgleis.
- Gleis 6 ist ein weiteres Durchgangsgleis und liegt am Bahnsteig neben Gleis 5. Auch hier halten fahrplanmäßig keine Züge des Personenverkehrs.
- Gleise 7 bis 9 waren Durchgangsgleise und sind heute nicht mehr angeschlossen und sind überwachsen.
- Gleis 10 ist ein Durchgangsgleis und teilt sich mit Gleis 11 den äußersten Inselbahnsteig. Hier verkehren die Züge in Richtung Halle (Saale) Hauptbahnhof beziehungsweise Erfurt Hauptbahnhof über Leinefelde und Nordhausen sowie nach Kassel-Wilhelmshöhe.
- Gleis 11 ist ein weiteres Durchgangsgleis und liegt am äußersten Inselbahnsteig neben Gleis 10. Hier fahren einzelne Regionalbahnen.
- Gleis 12 ist ein Durchgangsgleis ohne Bahnsteig und dient den Zügen des Güter- und Fernverkehrs als Durchfahrtsgleis in Richtung Leinefelde/Nordhausen.
- Von Gleis 12 zweigte ein Gleis ab, welches heute nicht mehr angeschlossen ist.
- Zwischen Gleis 12 und dem nicht mehr vorhandenen Gleis 13 lag bis zum Umbau des Bahnhofes 1990 der Bahnsteig, an dem die Züge der Gelstertalbahn verkehrten.

Die Gleise 1 bis 6 schließen sich im Norden an die Strecke nach Göttingen an, die Gleise 10 bis 12 an diejenige Richtung Leinefelde.
Die Bahnsteige des Bahnhofs Eichenberg sind nicht barrierefrei nur über die Treppen der Personenunterführung zu erreichen. Der Einbau eines Fahrstuhls ist geplant.

## Betrieb

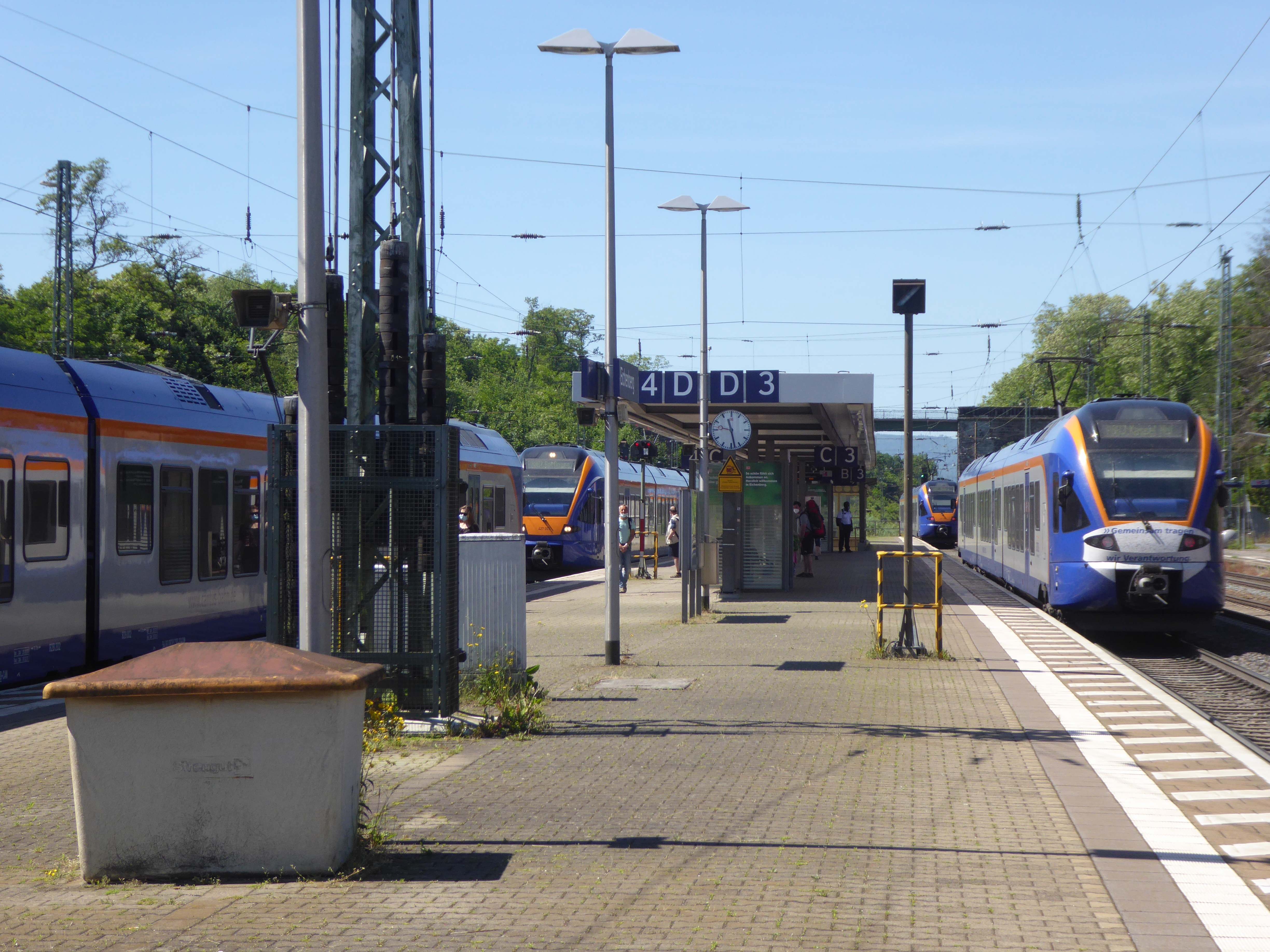
Umsteigeknoten zwischen den Cantus-Zügen in Eichenberg

Eichenberg gehört wie ganz Nordhessen zum Tarifgebiet des Nordhessischen Verkehrsverbundes (NVV), ist gleichzeitig aber auch in den Verkehrsverbund Süd-Niedersachsen (VSN) integriert.
Der Eichenberger Bahnhof ist Knotenpunkt der alten Nord-Süd-Strecke (Bahnstrecke Göttingen–Bebra) und der Halle-Kasseler Eisenbahn. Es bestehen im Personenverkehr Direktverbindungen nach Witzenhausen, Hann. Münden, Kassel Hauptbahnhof/Bahnhof Kassel-Wilhelmshöhe, Göttingen, Leinefelde, Nordhausen, Halle (Saale), Mühlhausen, Erfurt, Eschwege, Bebra und teilweise nach Bad Hersfeld und Fulda. Der Personenverkehr Göttingen–Kassel und Göttingen–Bebra wird seit 2005 von der cantus Verkehrsgesellschaft ausgeführt. Richtung Halle verkehren seit 13. Dezember 2015 Elektrotriebzüge der Baureihe 442 die von der Abellio Rail Mitteldeutschland betrieben werden. Die Linie nach Erfurt wird seit Dezember 2013 mit Dieseltriebwagen der Baureihe 642 von DB Regio befahren, die die Erfurter Bahn ablöste.
In Eichenberg halten folgende Regionalexpress- und -bahnlinien:
| Linie | Linienweg | Takt    | Betreiber                      | Fahrzeuge im Regelbetrieb                   |
| ----- | --- | ------- | ------------------------------ | ------------------------------------------- |
| RE2   | Kassel-Wilhelmshöhe – Hann Münden – Witzenhausen Nord – Eichenberg – Arenshausen – Uder – Heilbad Heiligenstadt – Leinefelde – Silberhausen – Dachrieden – Mühlhausen (Thür) – (Großengottern – Schönstedt –)* Bad Langensalza – (Gräfentonna –)* Döllstädt – (Kühnhausen – Erfurt Nord –)* Erfurt Hbf * nur einzelne Züge in Tagesrandlage Stand: Fahrplanwechsel Dezember 2021 | 120 min | DB Regio Südost                | Siemens Desiro Classic                      |
| RE9   | Kassel-Wilhelmshöhe – Hann Münden – Witzenhausen Nord – Eichenberg – Heilbad Heiligenstadt – Leinefelde – Nordhausen – Sangerhausen – Halle (Saale) Hbf Stand: Fahrplanwechsel Dezember 2021 | 120 min | Abellio Rail Mitteldeutschland | Bombardier Talent 2 (drei- oder fünfteilig) |
| RB83  | Göttingen – Friedland (Han) – Eichenberg – Witzenhausen Nord – Gertenbach – Hedemünden – Hann Münden – Speele – Fuldatal-Ihringshausen – Vellmar-Niedervellmar – Kassel Hbf (fährt im Abschnitt Göttingen – Eichenberg mit RB87 vereinigt) Stand: Fahrplanwechsel Dezember 2021                                                                                                  | 60 min  | cantus                         | Stadler Flirt                               |
| RB87  | Göttingen – Friedland (Han) – Eichenberg – Bad Sooden-Allendorf – Eschwege-Niederhone – Eschwege – Eschwege-Niederhone – Wehretal-Reichensachsen – Sontra – Bebra (fährt im Abschnitt Göttingen – Eichenberg mit RB83 vereinigt) Stand: Fahrplanwechsel Dezember 2021 | 60 min  | cantus                         | Stadler Flirt                               |

Im Januar und Februar 2024 war Eichenberg ICE-Halt für Züge der Linie 26. 
Zusätzlich verkehrte in dieser Zeit der RE1 zweistündlich von Eichenberg über Gotha – Erfurt – Jena – Gera nach Glauchau (Sachsen), über überwiegend nicht elektrifizierte Strecken.

## Empfangsgebäude

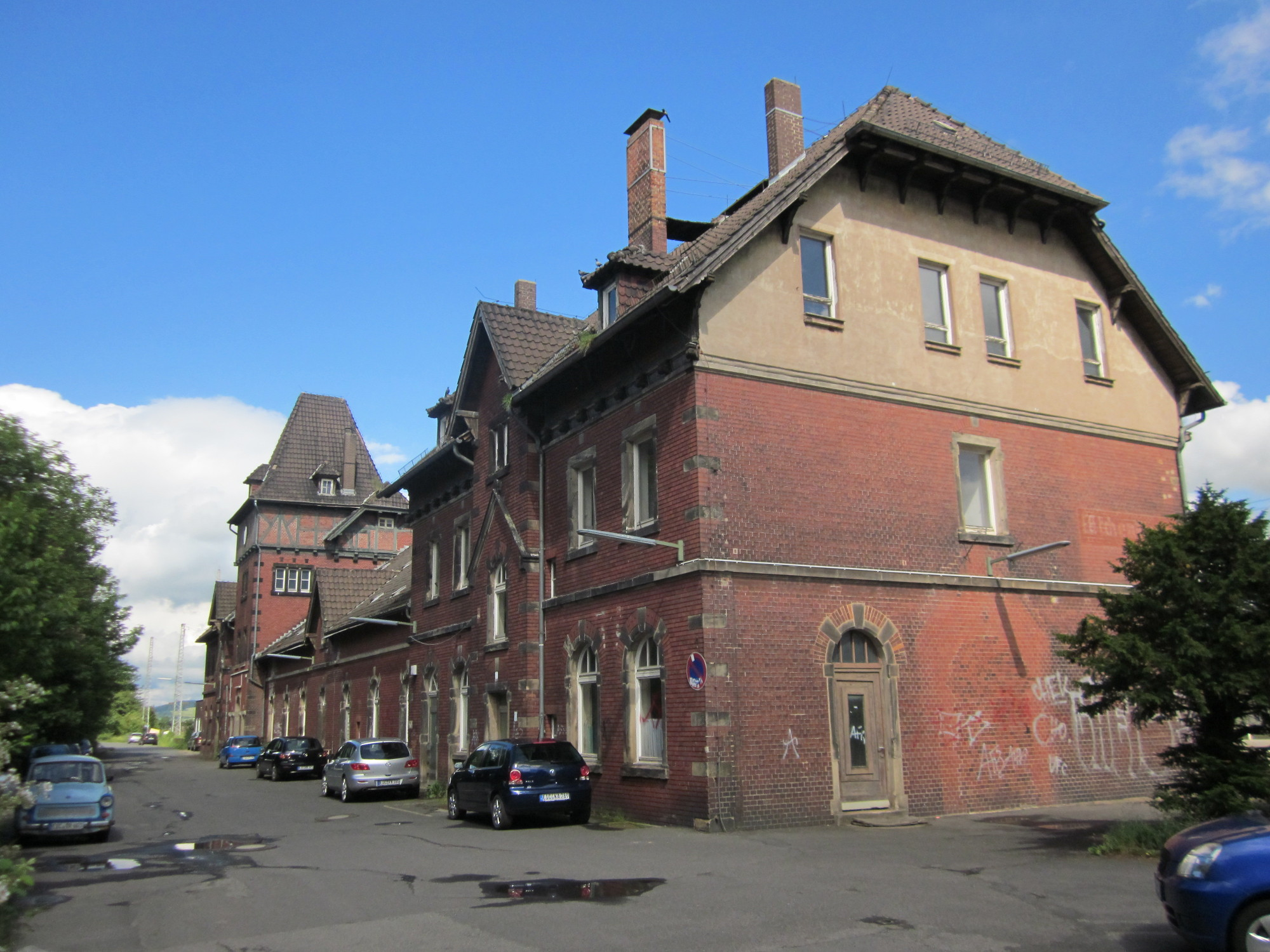
Empfangsgebäude im Sommer 2014

Das Gebäude wurde im März 2013 auf einer öffentlichen Versteigerung angeboten. Bis Mitte März 2014 waren hier die Türen und Fenster vernagelt.